# Scinax oreites
Scinax oreites là một loài ếch trong họ Nhái bén. Chúng là loài đặc hữu của Peru.
Môi trường sống tự nhiên của nó là các khu rừng vùng núi ẩm nhiệt đới hoặc cận nhiệt đới, đầm nước, hồ nước ngọt có nước theo mùa, và đầm nước ngọt. Loài này đang bị đe dọa do mất môi trường sống.